# Thomas Wedgwood
Thomas Wedgwood (Stoke-on-Trent, 14 maggio 1771 – Dorset, 11 luglio 1805) è stato uno scienziato e inventore britannico.

## Biografia
Figlio di Josiah Wedgwood, un famoso ceramista, frequentò l'Università di Edimburgo dal 1787 al 1789. In seguito lavorò per due anni presso il laboratorio del padre, ma fu costretto ad interrompere a causa dei frequenti dolori alla testa.
Nel 1792 presentò alla Royal Society le sue osservazioni riguardo al colore emesso dai corpi scaldati a temperatura elevata. In particolare, si accorse che due corpi scaldati alla stessa temperatura emettono lo stesso colore, dapprima rosso fino a raggiungere il bianco alle più alte temperature (temperatura di colore).
Insieme a Sir Humphrey Davy si rese inoltre famoso per i suoi studi sulla possibilità di catturare immagini utilizzando il nitrato d'argento, che utilizzò per trasferire su vetro e pelle immagini fotografiche di foglie e altri oggetti, presentando un articolo relativo al procedimento, sempre alla Royal Society, nel 1802. Non è sicura la scoperta del sistema di fissaggio del risultato; le opere da lui realizzate furono visibili sicuramente almeno alla luce di una candela.
Thomas Wedgwood era lo zio materno del naturalista Charles Darwin, che formulò la teoria dell'evoluzione.

## Processo fotografico
Verso la fine del 1700 Thomas Wedgwood sperimentò l'utilizzo del nitrato d'argento, prima rivestendone l'interno di recipienti ceramici, poi immergendovi dei fogli di carta esposti poi alla luce dopo avervi deposto degli oggetti. Si accorse che dove la luce colpiva il foglio, la sostanza si anneriva, mentre rimaneva chiara nelle zone coperte dagli oggetti. Queste immagini, però, non si stabilizzavano e perdevano rapidamente contrasto se mantenute alla luce naturale, mentre riposti all'oscuro potevano essere viste alla luce di una lampada (a olio) o di una candela. Utilizzò anche il cuoio come materiale e sistemò dei fogli sensibilizzati all'interno di una camera oscura senza però ottenere risultato alcuno.
A causa della salute cagionevole non poté proseguire negli studi che nel 1802 l'amico Sir Humphry Davy descrisse con titolo Account of a Method of Copying Paintings upon Glass sul  Journal of the Royal Institution of Great Britain, annotando però che non era stato compreso il meccanismo per interrompere il processo di sensibilizzazione. La corrispondenza con James Watt, fa ritenere che nel 1790 - 1791 avvenne la prima impressione di un'immagine chimica su carta.
Il 7 aprile 2008 da Sotheby's doveva tenersi un'asta di un foglio di carta attribuito a Thomas Wedgwood con impressa una foglia d'albero, ma l'asta è stata rinviata. Fino ad allora si pensava che si trattasse di un "disegno fotogenico" di Talbot, ma una piccola W impressa in un angolo ha fatto ricredere lo storico della fotografia Larry Schaaf. Se ciò verrà confermato, occorrerà anticipare la realizzazione della prima fotografia stabile di un ventennio.